# Dinka (Band)
Dinka ist ein Schweizer Progressive-House-Projekt der Musikerin und DJ Tamara Maria Kler. Dinka war bis 2013 Mitglied der Schweizer Housemusik-Gemeinschaft Helvetic Nerds.

## Bandgeschichte
Helvetic Nerds gründete das Projekt Dinka 2007. Im 2010 stiess Tamara Maria Kler (bürgerlich Tamara Hunkeler) als Front-Frau dazu. Die erste Veröffentlichung, eine EP namens The Sin, kam auf dem digitalen Plattenlabel Unreleased Digital zustande, welches von Chris Reece geführt wird.
Die Musikvermischung aus modernen Trance- und Houseelementen ist seither das typische Markenzeichen Dinkas. Auch ist der Einfluss von Bands wie Enigma (Musikprojekt) oder Deep Forest bei vielen Songs deutlich hörbar.
Das erste Studioalbum namens Temptation erschien im Frühling 2008 auf dem Plattenlabel S2 Records.
Die Singleauskopplungen Temptation, Chemistry und Asylum wurden alle zu internationalen Clubhits und wurden regelmässig von DJ-Grössen gespielt wie Paul van Dyk (der später Temptation auf seinem eigenen Label Vandit Records neu veröffentlichte), Pete Tong, Above & Beyond, Armin van Buuren und anderen.
Das zweite Studioalbum Hotel Summerville erschien im Juni 2010 auf dem Plattenlabel Unreleased Digital.
Auf dem Album befanden sich elf zwischen 2008 und 2010 bereits veröffentlichte Singles sowie drei bis dato unveröffentlichte Songs, darunter auch der Titelsong Hotel Summerville in einer Lounge-Version.
Im Juni 2011 kam ihr drittes Studioalbum Tales Of The Sun auf den Markt. Zum ersten Mal wurde das Album kommerziell auch als CD veröffentlicht. Die beiden Singleauskopplungen On The Beach und Reach For Me konnten keine nennenswerten Chartplatzierungen erreichen.
Einmal jährlich veröffentlicht Dinka eine Single auf dem britischen Plattenlabel Above & Beyond von Anjunadeep. Diese Songs befinden sich jeweils nicht auf den Studioalben.
2011 wurde Dinka auf Rang 300 des DJ-Mag-Voting gewählt. Damit war sie die neuntplatzierte weibliche DJ weltweit. Im Vorjahr war sie auf Rang 226 platziert.
Nach mehreren Kollaborationen mit Sängerinnen wie Angelika Vee oder Julie Thompson im Jahr 2012 tourte Dinka unter anderem durch Indien, Indonesien und weitere asiatische Länder.
Nach der Veröffentlichung von Polarity startete Dinka in Zusammenarbeit mit dem Label Unreleased Digital einen „Remix Contest“. Das Paket wurde Ende 2012 auf den Markt gebracht. Dabei wurde das Augenmerk auf junge, hoffnungsvolle Musikproduzenten aus aller Welt gesetzt.
Anfang 2013 veröffentlichte sie in Zusammenarbeit mit dem Duo Leventina ein Remake ihrer im Jahr 2009 veröffentlichter Single Elements. Die Produktion ist ein Mix aus ihrem eigenen sphärisch-melodiösen Stil und einem kommerzielleren Touch seitens Leventina.
Im März 2013 wurde auf dem Label Unreleased Digital die jährliche Compilation Croatia – The Opening 2013 veröffentlicht, bei welcher Tamara Maria Kler als A & R mitwirkte. Die Zusammenstellung dieses Jahres enthielt nicht nur Chill Out, sondern auch Stücke aus dem Deep-House-Sektor. Das Grundkonzept blieb aber weiterhin sommerlich.
2013 entschied sich Tamara Maria Kler die House Musik Gemeinschaft Helvetic Nerds zu verlassen.

## Radioshows and Podcasts
Einmal monatlich (am ersten Freitagabend) sendet Dinka eine einstündige, moderierte Radiosendung namens The Helvetic Nerds Radio Show. Die erste Sendung wurde im September 2008 auf dem Online-Radiosender pure.fm ausgestrahlt. Seit August 2010 wird die Radiosendung auch auf Proton Radio jeden zweiten Donnerstag im Monat ausgestrahlt.
In den Sendungen spielt Dinka in der Regel eigene und fremde Songs, die zum Zeitpunkt der Ausstrahlung noch unveröffentlicht sind.

## Diskografie

### Offizielle Studioalben
- 2008 Temptation
- 2010 Hotel Summerville
- 2011 Tales Of The Sun

### Singles / EPs
- 2007 The Sin
- 2007 The Temptation
- 2008 Chemistry
- 2008 Wildfire
- 2008 Native
- 2008 Autumn Leaves (mit Chris Reece)
- 2008 Asylum
- 2009 Temptation (Neuveröffentlicht auf Vandit Records)
- 2009 Canonball
- 2009 Green Leaf (feat. Lizzie Curious)
- 2009 Civilisation / Zero Altitute
- 2009 Eyelash
- 2009 Elements
- 2009 Scarlet
- 2010 Elements – Remixes (inkl. EDX Remix)
- 2010 Soma Is Language (mit. George F. Zimmer)
- 2010 Some People Will Never Learn
- 2010 Aircraft
- 2010 Camouflage
- 2010 Hive
- 2010 Hive – The Remixes (inkl. Stan Kolev Remix)
- 2010 Violet
- 2011 Luminal (mit Stan Kolev)
- 2011 Violet (The Remixes)
- 2011 On The Beach
- 2011 The Sleeping Beauty
- 2011 Reach For Me (feat. Hadley & Danny Inzerillo)
- 2011 SkyScraper
- 2011 White Christmas (Als Gratisdownload auf Dinkas Soundcloud-Seite veröffentlicht.)[7]
- 2012 Purple EP
- 2012 Chariots (mit Leventina)
- 2012 Innocence EP
- 2012 Lotus
- 2012 Radiate feat. Julie Thompson
- 2012 Polarity EP
- 2012 Inseparable feat. Angelika Vee
- 2013 Elements (Reload 2013) mit Leventina
- 2013 Closer
- 2013 Waterproof[8]

### Remixes
- 2008 Claes Rosen – Mystify (Dinka Remix)
- 2009 DJ Tatana ft. Dorian – Soulmate (Dinka Remix)
- 2009 Jaytech – Pyramid (Dinka Remix)
- 2009 Daniel Portman – Open Your Mind (Dinka D.E.E.P. Remix)
- 2009 Schodt – Tokyo Dawn (Dinka Remix)
- 2009 Leventina & Byron Stingily – Here Workin’ (Dinka Remix)
- 2009 George F. Zimmer – Soma (Dinka Remix)
- 2009 Passenger 10 – Avantgarde (Dinka D.E.E.P. Remix)
- 2009 Stew Ewans & Louk – Bad Habit (Dinka Remix)
- 2010 Arthur Deep – Remember The Summer (Dinka Remix)
- 2010 George F. Zimmer – Bilbao (Dinka Remix)
- 2011 Sezer Uysal ft. CHINAR – Baku (Dinka Remix)
- 2011 Ben Coda & Ad Brown – Timeless (Dinka Mystic Piano Remix)
- 2012 Stan Kolev & Matan Caspi feat Troy Denari – Day after Day (Dinka Remix)
- 2012 Nora En Pure – Make Me Float (Dinka Remix)